# Lighters
"Lighters" é o segundo single do EP Hell: The Sequel da dupla de hip hop Bad Meets Evil, formado pelos rappers Eminem e Royce da 5'9", e conta com a participação especial do americano Bruno Mars.

## Antecedentes e lançamento
No dia 25 de abril de 2011 vazou uma demo, da música na rede. Pouco tempo depois a música foi lançada oficialmente na loja digital iTunes Store e pela Amazon.

## Recepção da crítica
Nadine Cheung da AOL Radio elogiou o tom baixo da música,o que valoriza a voz de Bruno Mars.Gabi Gregg de TJ MTV disse que a música lembra as músicas do álbum Doo-Wops & Hooligans. Elogia também os vocais da dupla e diz que Eminem mesmo sendo um rapper ele é muito afinado.

### Posições
| Tabelas musicais (2011)                    | Melhor posição |
| ------------------------------------------ | -------------- |
| Austrália - Australian Singles Chart       | 3              |
| Austrália - Australian Urban Chart         | 6              |
| Áustria - Austria Top 40                   | 3              |
| Bélgica - Belgium Singles Chart (Flanders) | 4              |
| Bélgica - Belgium Singles Chart (Wallonia) | 9              |
| Canadá - Canadian Hot 100                  | 12             |
| Dinamarca - Danish Singles Chart           | 14             |
| Países Baixos - Dutch Top 40               | 7              |
| Europa - European Hot 100 Singles          | 53             |
| Finlândia - Finnish Singles Chart          | 11             |
| França - French Singles Chart              | 5              |
| Alemanha - German Singles Chart            | 3              |
| Hungria - Rádiós Top 40                    | 5              |
| Irlanda - Irish Singles Chart              | 5              |
| Itália - Italian Singles Chart             | 4              |
| Japão - Japan Hot 100                      | 99             |
| Nova Zelândia - New Zealand Singles Chart  | 8              |
| Noruega - Norwegian Singles Chart          | 18             |
| Polónia - Polish Airplay Chart             | 2              |
| Espanha - Spanish Singles Chart            | 4              |
| Suécia - Swedish Singles Chart             | 1              |
| Suíça - Swiss Singles Chart                | 3              |
| Turquia - Turkey Top 20                    | 2              |
| Reino Unido - UK Singles Chart             | 30             |
| Reino Unido - UK R&B Chart                 | 1              |
| Estados Unidos - Billboard Hot 100         | 4              |
| Estados Unidos - Hot R&B/Hip-Hop Songs     | 16             |
| Estados Unidos - Billboard Pop 100         | 8              |